# Gil Gonçalves Rebelo
Gil Gonçalves Rebelo foi um fidalgo e Cavaleiro medieval do Reino de Portugal.

## Relações familiares
Foi filho de Gonçalo Martins Rebelo e de Guiomar Anes do Amaral filha de João Lourenço do Amaral (1325 -?) e de Aldonça Vasques. Casou com uma senhora cujo nome a história não registou de quem teve:
1. Lopo Gil Rebelo casado com Inês Rodrigues de Carvalho filha de João Rodrigues de Carvalho (1300 -?) e de Senhorinha Martins.